# Bukaresti Nagy Szent Vazul egyházmegye
A Bukaresti Nagy Szent Vazul egyházmegye a római katolikus egyház részegyházának, a román görögkatolikus egyháznak az egyik  egyházmegyéje. A Fogaras-Gyulafehérvári görögkatolikus főegyházmegye szuffragán egyházmegyéje.

## Története
Az egyházmegyét 2014. május 29-én Lucian Mureșan bíboros nagyérsek alapította a Fogaras-Gyulafehérvári főegyházmegyétől elszakadt területen a Romániai katolikus egyház és az Apostoli Szentszék zsinatának egyetértésével. Az egyházmegye joghatósága magában foglalja a román katolikus egyház bukaresti, valamint Dobrudzsa, Munténia és Olténia történelmi régióinak görögkatolikusait.

## Főpapok
- Alapító megyéspüspöke Mihai Frățilă (2014. május 29. – hivatalban), korábban novæi címzetes püspök (2007. október. 27. – 2014. május. 29.) és a románok (Románia) Fogaras-Gyulafehérvár segédpüspöke (2007. október 27. – 2014. május 29.)

## Szomszédos egyházmegyék
- Szófiai Szent XXIII. János pápa egyházmegye (délnyugat)
- Fogaras-Gyulafehérvári görögkatolikus főegyházmegye (északnyugat)
- Odesszai érseki exarchátus (északkelet)

## Fordítás
Ez a szócikk részben vagy egészben  a   Romanian Catholic Eparchy of Bucharest című angol Wikipédia-szócikk ezen változatának fordításán alapul.  Az eredeti cikk szerkesztőit annak laptörténete sorolja fel. Ez a jelzés csupán a megfogalmazás eredetét és a szerzői jogokat jelzi, nem szolgál a cikkben szereplő információk forrásmegjelöléseként.